# 8069 Бенвайс
8069 Бенвайс ((8069) 1981 EF30, 1938 EK1, 1990 WL1) — астероїд головного поясу, відкритий 2 березня 1981 року.
Тіссеранів параметр щодо Юпітера — 3.553.